# Kemmental
Kemmental é uma comuna da Suíça, no Cantão Turgóvia, com cerca de 2.176 habitantes. Estende-se por uma área de 25,0 km², de densidade populacional de 87 hab/km². Confina com as seguintes comunas: Berg, Kreuzlingen, Lengwil, Märstetten, Tägerwilen, Wäldi, Weinfelden, Wigoltingen.
A língua oficial nesta comuna é o Alemão.

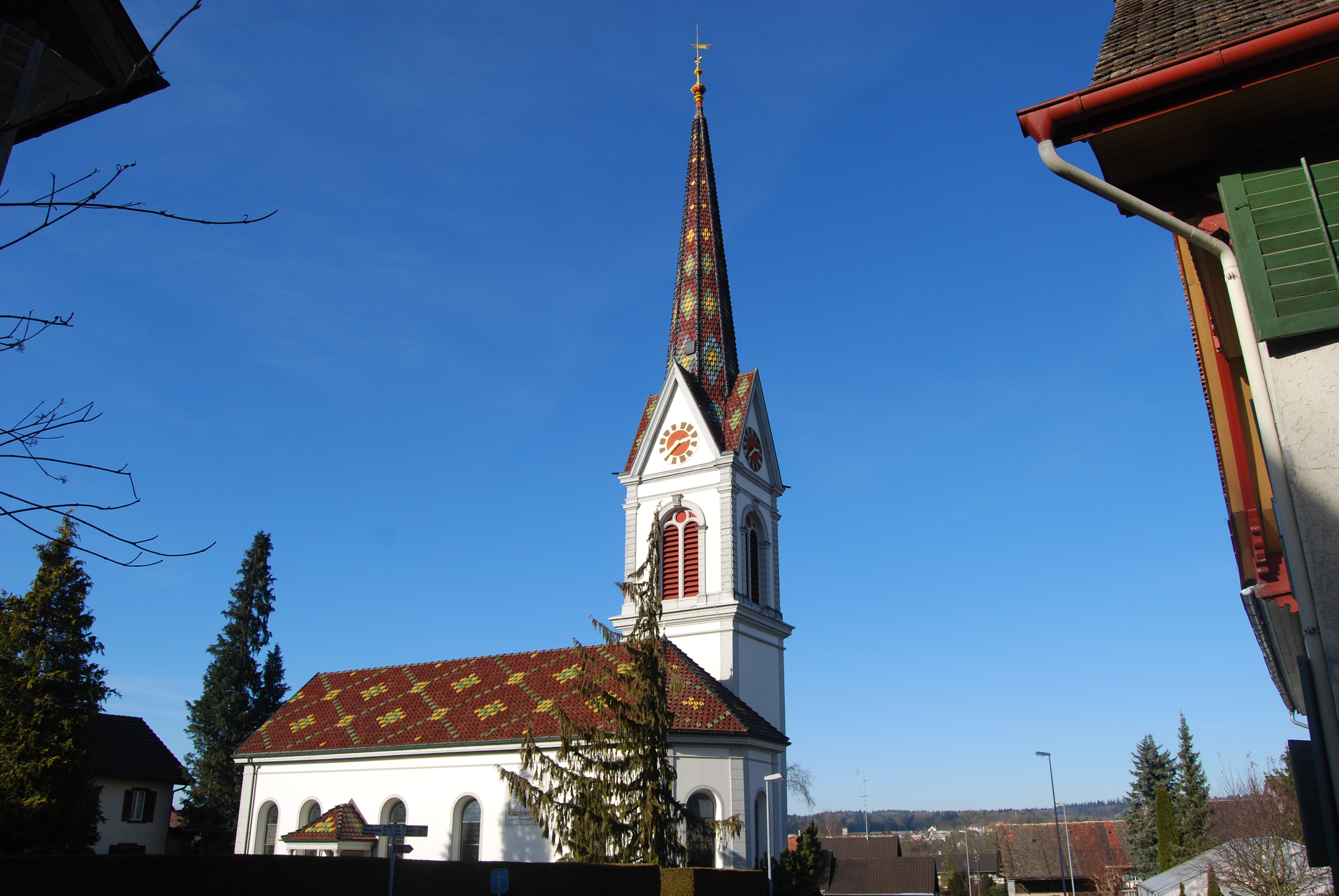
Hugelshofen (Kemmental)